# Stenoptilodes antirrhina
Stenoptilodes antirrhina (tên tiếng Anh: Snapdragon Plume Moth) là một loài bướm đêm thuộc họ Pterophoridae. Nó được tìm thấy ở California, but also greenhouses năm tây nam Hoa Kỳ that have received cuttings of snapdragon from California.
Sải cánh dài 15–25 mm.
Ấu trùng ăn các loài Antirrhinum (bao gồm Antirrhinum majus), cũng như Pelargonium x hortorum. Ấu trùng con ăn lá. Ấu trùng cần 3-5 tuần để phát triển. Qua mùa đông chúng trưởng thành.